# Leichtathletik-Weltmeisterschaften 2009/Teilnehmer (Neuseeland)
| Gelbes Symbol für Goldmedaillen mit stilisierten Olympischen Ringen | Graues Symbol für Silbermedaillen mit stilisierten Olympischen Ringen | Braundes Symbol für Bronzemedaillen mit stilisierten Olympischen Ringen |
| ------------------------------------------------------------------- | --------------------------------------------------------------------- | ----------------------------------------------------------------------- |
| 1                                                                   | —                                                                     | —                                                                       |

Der neuseeländische Leichtathletik-Verband stellte elf Athleten bei den Leichtathletik-Weltmeisterschaften 2009 in Berlin.

## Ergebnisse

### Männer

#### Laufdisziplinen
| Athlet       | Disziplin | Vorlauf | Vorlauf | Halbfinale | Halbfinale | Finale | Finale |
| Athlet       | Disziplin | Zeit    | Platz   | Zeit       | Platz      | Zeit   | Platz  |
| ------------ | --------- | ------- | ------- | ---------- | ---------- | ------ | ------ |
| Michael Aish | Marathon  |         |         |            |            | DNF    | DNF    |

#### Sprung/Wurf
| Athlet          | Disziplin | Qualifikation | Qualifikation | Finale             | Finale             |
| Athlet          | Disziplin | Weite/Höhe    | Platz         | Weite/Höhe         | Platz              |
| --------------- | --------- | ------------- | ------------- | ------------------ | ------------------ |
| Stuart Farquhar | Speerwurf | 78,53 m       | 14            | nicht qualifiziert | nicht qualifiziert |

#### Zehnkampf
| Athlet        | Disziplin | 100 m   | Weit- sprung | Kugel- stoßen | Hoch- sprung | 400 m   | 110 m Hürden | Diskus- wurf | Stabhoch- sprung | Speer- wurf | 1500 m         | Punkte  | Platz |
| ------------- | --------- | ------- | ------------ | ------------- | ------------ | ------- | ------------ | ------------ | ---------------- | ----------- | -------------- | ------- | ----- |
| Brent Newdick | Ergebnis  | 11,11 s | 7,42 m PB    | 14,35 m       | 1,99 m PB    | 50,10 s | 14,82 s      | 43,60 m      | 4,80 m PB        | 51,52 m     | 4:30,57 min PB | 7915 PB | 23    |
| Brent Newdick | Punkte    | 836     | 915          | 750           | 794          | 810     | 871          | 738          | 849              | 611         | 741            | 7915 PB | 23    |

### Frauen

#### Laufdisziplinen
| Athletin         | Disziplin    | Vorlauf     | Vorlauf | Halbfinale         | Halbfinale         | Finale             | Finale             |
| Athletin         | Disziplin    | Zeit        | Platz   | Zeit               | Platz              | Zeit               | Platz              |
| ---------------- | ------------ | ----------- | ------- | ------------------ | ------------------ | ------------------ | ------------------ |
| Monique Williams | 200 m        | 22,96 s NR  | 9       | 22,90 s NR         | 12                 | nicht qualifiziert | nicht qualifiziert |
| Nikki Hamblin    | 800 m        | 2:31,94 min | 42      | nicht qualifiziert | nicht qualifiziert | nicht qualifiziert | nicht qualifiziert |
| Nikki Hamblin    | 1500 m       | 4:09,60 min | 23      | 4:10,96 min        | 17                 | nicht qualifiziert | nicht qualifiziert |
| Kimberley Smith  | 10.000 m     |             |         |                    |                    | 31:21,42 min SB    | 8                  |
| Shireen Crumpton | Marathon     |             |         |                    |                    | 2:41:31 h SB       | 43                 |
| Mary Davies      | Marathon     |             |         |                    |                    | 2:38:48 h PB       | 34                 |
| Fiona Docherty   | Marathon     |             |         |                    |                    | 2:40:18 h PB       | 40                 |
| Andrea Miller    | 100 m Hürden | 13,83 s     | 35      | nicht qualifiziert | nicht qualifiziert | nicht qualifiziert | nicht qualifiziert |

#### Sprung/Wurf
| Athletin      | Disziplin   | Qualifikation | Qualifikation | Finale     | Finale |
| Athletin      | Disziplin   | Weite/Höhe    | Platz         | Weite/Höhe | Platz  |
| ------------- | ----------- | ------------- | ------------- | ---------- | ------ |
| Valerie Adams | Kugelstoßen | 19,70 m       | 1             | 20,44 m    | Gold   |